# Alexander Kačaniklić

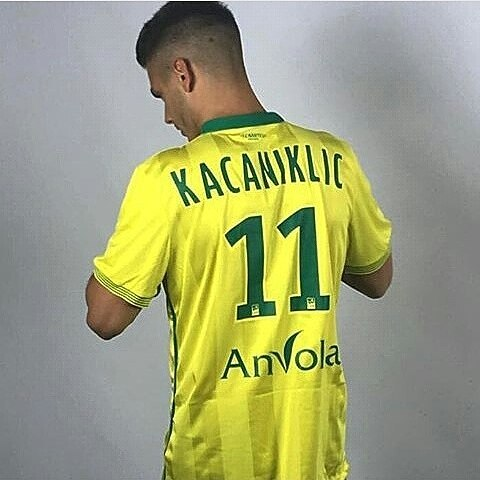
Alex Kačaniklić sous les couleurs du FC Nantes

Alexander « Alex » Kačaniklić, né le 13 août 1991 à Helsingborg en Suède, est un footballeur international suédois qui évolue au poste de milieu de terrain.

## Biographie

### Formation
Joueur du Helsingborgs IF depuis 2000, Kačaniklić rejoint le centre de formation du Liverpool FC au cours de l'été 2007. Il passe trois ans au sein de ce dernier et échoue en finale de la FA Youth Cup en 2009 malgré un but marqué par le jeune joueur suédois (4-1).

### Carrière en club

#### Fulham FC (2010-2016)
Le 31 août 2010, Alexander Kačaniklić et Lauri Dalla Vale rejoignent le club londonien du Fulham dans le cadre du transfert de Paul Konchesky qui fait le chemin inverse. Intégré à la réserve des Cottagers, il apparaît sur la feuille du match opposant Fulham à Sunderland le 19 novembre 2011 mais reste sur le banc.
Le 30 janvier 2012, il est prêté à Watford (D2 anglaise) jusqu'à la fin de la saison. Les performances du Suédois lors de son prêt impressionnent les dirigeants de Fulham, si bien que l'entraîneur Martin Jol décide de rappeler son jeune joueur le 27 mars. Kačaniklić marque un but en douze matchs de championnat avant de réintégrer l'effectif de Fulham. 
Trois jours plus tard, Kačaniklić prend part à son premier match en équipe première lorsqu'il remplace Pavel Pogrebniak, blessé peu après la demi-heure de jeu, lors de la rencontre comptant pour la 31e journée de Premier League face à Norwich City. Titularisé pour la première fois le 7 avril suivant face aux Bolton Wanderers (victoire de Fulham 3-0), il est remplacé à la 88e minute par le jeune Marcello Trotta, qui fait ses débuts au niveau professionnel. Après ce match, Jol déclare vouloir faire prolonger à long terme Kačaniklić. Il prolonge d'ailleurs son contrat de deux ans durant l'été 2012.
Le 18 août 2012, il marque son premier but avec Fulham à l'occasion de la première journée de Premier League face à Norwich City (5-0). Prêté au FC Copenhague lors de la première moitié de saison 2014-2015, il ne joue pas beaucoup lors de la saison suivante en Championship. En juin 2016, il est annoncé que Kačaniklić ne prolongera pas son contrat qui court jusqu'à la fin du mois.

#### FC Nantes (2016-2018)
Le 15 juin 2016, le milieu suédois s'engage pour quatre saisons avec le FC Nantes. Le joueur vient pour être titulaire mais le joueur commence la saison blessé. Il n'arrive pas à s'imposer comme un cadre et participe notamment au naufrage nantais face à l'Olympique lyonnais en tant que titulaire (0-6). Après l'arrivée de Sergio Conceição, le joueur enchaîne les rencontres sur le banc et ne fait que de brèves apparitions. En fin de saison, Kačaniklić délivre tout de même deux passes décisives pour Emiliano Sala à Montpellier (2-3) et pour Préjuce Nakoulma face à Saint-Etienne (1-1).
D'un commun accord, le 28 décembre 2018, le FC Nantes et le joueur mettent un terme au contrat qui les liait.

#### Retour en Suède
En février 2019, il s'engage pour trois saisons avec Hammarby. Il signe son premier triplé en professionnels le 7 juillet lors d'une victoire 6-2 contre Falkenbergs FF.

### Hajduk Split
Le 15 février 2021, Alexander Kačaniklić rejoint la Croatie afin de s'engager en faveur de l'Hajduk Split.

### Sélection nationale
Après avoir porté le maillot de l'équipe de Suède des moins de 17 ans puis des moins de 19 ans, Kačaniklić honore sa première sélection en A le 15 août 2012 en entrant peu après l'heure de jeu à la place de Christian Wilhelmsson lors du match amical face au Brésil (défaite 0-3). Le 12 octobre suivant, il marque son premier but avec la Suède durant la rencontre comptant pour les éliminatoires de la Coupe du monde 2014 face aux îles Féroé (victoire 1-2).

#### Buts internationaux
| Buts d'Alexander Kačaniklić avec la Suède | Buts d'Alexander Kačaniklić avec la Suède | Buts d'Alexander Kačaniklić avec la Suède | Buts d'Alexander Kačaniklić avec la Suède | Buts d'Alexander Kačaniklić avec la Suède | Buts d'Alexander Kačaniklić avec la Suède | Buts d'Alexander Kačaniklić avec la Suède           | Buts d'Alexander Kačaniklić avec la Suède |
| 0                                         | Date                                      | Lieu                                      | Adversaire                                | Score                                     | Résultats                                 | Compétitions                                        |                                           |
| ----------------------------------------- | ----------------------------------------- | ----------------------------------------- | ----------------------------------------- | ----------------------------------------- | ----------------------------------------- | --------------------------------------------------- | ----------------------------------------- |
| 1                                         | 12 octobre 2012                           | Tórsvøllur, Tórshavn, Îles Féroé          | Îles Féroé                                | 1—1                                       | 2-1                                       | Éliminatoires de la Coupe du monde de football 2014 |                                           |
| 2                                         | 3 juin 2013                               | Swedbank Stadion, Malmö, Suède            | Macédoine du Nord                         | 1—0                                       | 1-0                                       | Match amical                                        |                                           |
| 3                                         | 15 octobre 2013                           | Friends Arena, Solna, Suède               | Allemagne                                 | 2—0                                       | 3-5                                       | Éliminatoires de la Coupe du monde de football 2014 |                                           |

## Style de jeu
Kačaniklić est un joueur évoluant au poste de milieu de terrain, le plus souvent au position d'ailier. La principale capacité de ce dernier est son accélération et ses facultés à éliminer en un contre un.

## Statistiques
| Saison                | Club                  | Championnat           | Championnat | Championnat | Coupe nationale | Coupe nationale | Coupe de la Ligue | Coupe de la Ligue | Compétition(s) continentale(s) | Compétition(s) continentale(s) | Compétition(s) continentale(s) | Suède | Suède | Total | Total |
| Saison                | Club                  | Division              | M.          | B.          | M.              | B.              | M.                | B.                | Comp.                          | M.                             | B.                             | M.    | B.    | M.    | B.    |
| 2011-2012             | Fulham FC             | Premier League        | 4           | 0           | -               | -               | -                 | -                 | -                              | -                              | -                              | -     | -     | 4     | 0     |
| 2012-2013             | Fulham FC             | Premier League        | 20          | 4           | 3               | 0               | 1                 | 0                 | -                              | -                              | -                              | 8     | 2     | 32    | 6     |
| 2013-2014             | Fulham FC             | Premier League        | 23          | 1           | 3               | 0               | 3                 | 0                 | -                              | -                              | -                              | 7     | 1     | 36    | 2     |
| 2014-2015             | Fulham FC             | Championship          | 14          | 2           | 2               | 0               | -                 | -                 | -                              | -                              | -                              | -     | -     | 16    | 2     |
| 2015-2016             | Fulham FC             | Championship          | 23          | 3           | 1               | 0               | 3                 | 1                 | -                              | -                              | -                              | -     | -     | 27    | 4     |
| Sous-total            | Sous-total            | Sous-total            | 84          | 10          | 9               | 0               | 7                 | 1                 | -                              | -                              | -                              | 15    | 3     | 115   | 14    |
| 2011-2012             | Watford (prêt)        | Championship          | 12          | 1           | -               | -               | -                 | -                 | -                              | -                              | -                              | -     | -     | 12    | 1     |
| 2012-2013             | Burnley (prêt)        | Championship          | 6           | 0           | -               | -               | -                 | -                 | -                              | -                              | -                              | 2     | 0     | 8     | 0     |
| 2014-2015             | FC Copenhague (prêt)  | Superligaen           | 7           | 2           | 1               | 0               | -                 | -                 | C3                             | 5                              | 0                              | 2     | 0     | 15    | 2     |
| 2016-2017             | FC Nantes             | Ligue 1               | 17          | 0           | 1               | 0               | 1                 | 0                 | -                              | -                              | -                              | -     | -     | 19    | 0     |
| 2017-2018             | FC Nantes             | Ligue 1               | 9           | 0           | 2               | 0               | 1                 | 0                 | -                              | -                              | -                              | -     | -     | 12    | 0     |
| Sous-total            | Sous-total            | Sous-total            | 26          | 0           | 4               | 0               | 1                 | 0                 | -                              | -                              | -                              | -     | -     | 31    | 0     |
| 2019                  | Hammarby IF           | Allsvenskan           | 25          | 10          | 4               | 5               | -                 | -                 | -                              | -                              | -                              | -     | -     | 29    | 15    |
| 2020                  | Hammarby IF           | Allsvenskan           | 23          | 4           | -               | -               | -                 | -                 | C3                             | 2                              | 0                              | 2     | 0     | 27    | 4     |
| Sous-total            | Sous-total            | Sous-total            | 48          | 14          | 4               | 5               | -                 | -                 | -                              | 2                              | 0                              | 2     | 0     | 56    | 19    |
| 2020-2021             | Hajduk Split          | Prva Liga             | 14          | 2           | 1               | 0               | -                 | -                 | C3                             | 2                              | 0                              | -     | -     | 17    | 2     |
| 2021-2022             | Hajduk Split          | Prva Liga             | 10          | 0           | 2               | 0               | -                 | -                 | -                              | -                              | -                              | -     | -     | 12    | 0     |
| Sous-total            | Sous-total            | Sous-total            | 24          | 2           | 3               | 0               | -                 | -                 | -                              | 2                              | 0                              | -     | -     | 29    | 2     |
| 2022-2023             | AEL Limassol          | Protathlima Cyta      | 11          | 4           | 3               | 0               | -                 | -                 | -                              | -                              | -                              | -     | -     | 14    | 4     |
| Total sur la carrière | Total sur la carrière | Total sur la carrière | 218         | 33          | 23              | 5               | 9                 | 1                 | -                              | 9                              | 0                              | 21    | 3     | 280   | 42    |

## Palmarès
FC Copenhague
- Vice-champion du Danemark en 2015.

 Hajduk Split
- Vainqueur de la Coupe de Croatie en 2022.
- Vice-champion de Croatie en 2022.